# Viktor Kleinert
Viktor Kleinert (* 12. Juli 1913 in Bern; † September 1990 in Bremgarten bei Bern) war ein Schweizer Unternehmer und Sachbuchautor.

## Leben
Viktor Kleinert war ursprünglich Versicherungsagent. Er führte die Generalagentur der Schweizerischen Mobiliar in Bern und veröffentlichte auch Bücher zum Versicherungswesen. In den 1960er Jahren gründete er eine erfolgreiche Immobilienunternehmung (Viktor Kleinert-Gruppe). In den 1980er Jahren gehörte er zu den reichsten Schweizern. Anfangs der 1990er Jahre geriet die Viktor Kleinert-Gruppe im Rahmen der Schweizer Immobilienkrise in Schieflage und musste schliesslich Konkurs anmelden.
In den 1970er Jahren erwarb Viktor Kleinert von der Familie Wassmer das Schloss Bremgarten, das er  renovierte und in dem er von 1978 bis zu seinem Tode wohnte.

## Publikationen
- Die Anlagenkartothek im Industriebetrieb,  Bern: P. Haupt, 1952
- Das private Versicherungswesen in der Nachkriegszeit, Bern: Herbert Lang, 1946
- Geschäftspolitik und Kundendienst mit besonderer Berücksichtigung der Sachschaden-Versicherung, Bern: Lang, 1942
- Grundsätze zur Leistungssteigerung im Agenturbetrieb der Sachschaden-Versicherung, Bern: Lang, 1941